# Les junkies ne volent pas
Les junkies ne volent pas (Snowbirds Don't Fly!) est un arc narratif en deux parties d'un comics publié par DC Comics en 1971. Le récit traite de la consommation de drogue et est paru dans les numéros 85 et 86 de Green Lantern/Green Arrow. L'histoire a été écrite par Dennis O'Neil et Neal Adams, ce dernier fournissant les dessins avec Dick Giordano. Il raconte l'histoire de Green Lantern et Green Arrow qui luttent contre des trafiquants de drogue et découvrent que le pupille de Green Arrow, Roy "Speedy" Harper est un toxicomane. Ils doivent alors gérer les retombées de la révélation. Considéré comme un tournant dans la représentation des thèmes matures chez DC Comics, le ton de cette histoire se situe dans le slogan sur la couverture : « DC s'attaque au plus grand problème de la jeunesse... la drogue ! ».

## Résumé
Dans la première partie (Green Lantern/Green Arrow no 85), Green Arrow (Oliver Queen) se heurte à des agresseurs qui lui tire dessus avec une arbalète. Étrangement, l'arme est chargée avec ses propres flèches. Traquant les assaillants, Green Arrow et son meilleur ami, le Green Lantern Hal Jordan, découvrent que les agresseurs sont des junkies qui ont besoin d'argent pour leur dépendance, et sont surpris de découvrir que le pupille de Queen, Speedy (Roy Harper) est l'un d'entre eux. Ils pensent qu'il travaille sous couverture pour démanteler la bande, mais Queen l'attrape en flagrant délit quand il essaye de s'injecter de l'héroïne. Il devient évident que les flèches volées sont celles de Queen, celles qu'il partage avec Harper quand il lutte contre le crime ensemble. Dans la seconde partie (Green Lantern/Green Arrow no 86), un Green Arrow enragé s'en prend à Roy. De honte, Harper arrête brusquement la prise de drogue et l'un des junkies meurt d'une overdose. Queen et Green Lantern s'attaquent alors au responsable du réseau de drogues, un PDG d'une entreprise pharmaceutique qui extérieurement condamne l'abus de drogues et participe à la veillée funèbre du junkie décédé.

## Contexte
Pendant les années 1960, Green Lantern était sur le point d'être annulé, ce qui a donné à l'écrivain Dennis O'Neil une grande liberté de création quand il a été affecté à la série. O'Neil a raconté que « mon expérience dans le journalisme et l'activisme social m'avait amené à me demander si je ne pouvais pas combiner ces choses avec ce que je faisait pour vivre... C'était donc ma chance de voir si cette idée que j'avais, allait fonctionner. C'était une situation où personne n'avait rien à perdre. Et je pense qu'écrire à propos de choses qui m'inquiétait vraiment, me tirait vers un niveau plus haut dans mon art. Aussi, cela m'a donné de réels problèmes à résoudre en termes de travail que je n'avais jamais rencontré auparavant ». La première de ces histoires « socialement motivées » de Green Lantern/Green Arrow a été écrite avec Gil Kane qui devait être l'artiste, mais Kane a abandonné et a été remplacé par Neal Adams.
Le run O'Neil/Adams a rencontré un haut niveau d'attention des médias et de la critique, dont cinq Prix Shazam lors de la cérémonie de mai 1971, mais au moment de créer « Les junkies ne volent pas », Adams sentait qu'ils s'essoufflaient et produisaient des histoires qui manquaient de véritable pertinence. Il a réagi en proposant une histoire traitant de l'addiction à la drogue, un problème qu'O'Neill et lui avaient voulu combattre et avaient rencontré par expérience personnelle : N. Adams a été président du centre de désintoxication de son quartier, et D. O'Neil a vécu dans un quartier ayant un grand nombre de toxicomanes. O'Neil raconte : « J'ai vu des gens shootés à l'héroïne tous les jours dans la rue. J'avais des amis avec des problèmes de drogue, des gens venaient à 3 heures du matin avec des tremblements ». La première fois qu'Adams a présenté la couverture montrant Speedy avec tout l'équipement pour consommer de l'héroïne, l'éditeur Julius Schwartz l'a rejeté, car elle n'aurait pas été approuvée par la Comics Code Authority (Le Comics Code interdit la représentation de l'abus de drogues, même dans un contexte le condamnant). O'Neil dit que Schwartz « a été un soutien » lors de son run sur Green Lantern et qu'il a trouvé que le Comics Code était sa plus grande restriction face aux problèmes sociaux.
Ensuite, Amazing Spider-Man no 96-98 (mai–juillet 1971) a été publié par la maison d'édition rivale, Marvel Comics. Cet arc narratif présentait un soutien important au personnage d'Harry Osborn qui luttait contre la toxicomanie. C'était la première bande dessinée venant d'un grand éditeur à être publiée sans le sceau d'approbation de la Comics Code Authority depuis 1954, année de sa fondation. Adams a déclaré : « Nous aurions pu le faire en premier et être ceux à faire un gros coup. Gober une pilule et marcher sur un toit n'est pas le genre de chose qui se passe vraiment (en référence à une scène dans Amazing Spider-Man n°96), mais l'addiction à l'héroïne est réelle ; que cela arrive à l'un de nos héros était potentiellement dévastateur. De toute façon, les éditeurs comme DC, Marvel et les autres ont organisé une réunion, et en trois semaines, le Comics Code a été complètement réécrit. Et nous avons fait notre histoire ».
Interrogé sur la raison du choix de Roy Harper (Speedy) pour illustrer l'abus de drogues, O'Neil répondit que « Nous avons choisi Roy [Harper] pour un maximum d'impact émotionnel. Nous avons pensé qu'un gars bien établi dans les affres de la dépendance serait plus fort que nous... que d'autres personnages que nous aurions pu créer pour l'occasion. Aussi, nous avons voulu montrer que la dépendance n'est pas limitée à des enfants 'mauvais' ou 'égarés' ».
La fin prévue à l'origine par O'Neil montrait Speedy surmonter sa dépendance à la drogue de lui-même et se réconcilier avec Green Arrow. Adams a protesté que cette fin était trop décevante. Quand O'Neil répondit qu'il était en désaccord, Adams écrivit deux nouvelles pages et les a montré à Schwartz. Schwartz a approuvé la modification d'Adams et elle fut publiée à la place de la fin d'O'Neil. En 1975, dans un article pour The Amazing World of DC Comics, O'Neil a déclaré qu'il sentait encore que la conclusion d'Adams n'était pas aussi bonne que la fin originale : « Je désapprouve la conclusion implicite de l'histoire. Ce qui est implicite, c'est qu'un coup de poing dans la bouche résout tout ».

## Reconnaissance et récompenses
L'arc « Les junkies ne volent pas » a gagné en 1971 le Prix Shazam pour la « Meilleure Histoire Individuelle ». En outre, le Maire de New York, John Lindsay a écrit une lettre félicitant DC en réponse au numéro, lettre qui a été imprimée dans le numéro 86. En 2004, l'auteur Jonas Weiland de Comic Book Resources appelle l'arc « Les junkies ne volent pas » le début d'une ère de comics socialement approprié, une inclinaison qui a finalement ouvert le monde de DC à d'autres minorités (par exemple les personnages homosexuels) et a atteint son paroxysme avec le personnage de Mia Dearden (la successeure de Roy Harper en tant que partenaire de Green Arrow/Oliver Queen, "Speedy"), qui est non seulement une victime de la  prostitution enfantine mais aussi, par la suite, présentée comme positive au VIH. Mais, en dépit de son triste sort, elle est explicitement présentée comme une héroïne positive et pro-active par l'écrivain Judd Winick.

## Publications
En juin 2014, Urban Comics présente en édition reliée les aventures du tandem Green Arrow/Green Lantern dans sa collection DC Archives. On y retrouve l'arc « Les junkies ne volent pas! ».